# Stelletta aruensis
Stelletta aruensis är en svampdjursart som beskrevs av Jörn Hentschel 1912. Stelletta aruensis ingår i släktet Stelletta och familjen Ancorinidae.
Artens utbredningsområde är havet kring Indonesien. Inga underarter finns listade i Catalogue of Life.